# Kanton Santa Fe
Der Kanton Santa Fe ist ein Verwaltungsbezirk im Departamento La Paz im südamerikanischen Anden-Staat Bolivien.

## Lage im Nahraum
Der Kanton Santa Fe ist einer von zweiundzwanzig Cantones des Landkreises (bolivianisch: Municipio) Caranavi in der Provinz Caranavi und liegt im zentralen westlichen Teil des Landkreises. Es grenzt im Nordwesten an den Kanton Alcoche, im Westen an die Provinz Murillo, im Süden an den Kanton Uyunense, im Osten an den Kanton Caranavi, und im Norden an den Kanton Alto Illimani.
Der Kanton erstreckt sich zwischen 15° 45' und 15° 52' südlicher Breite und 67° 35' und 67° 40' westlicher Breite, er misst von Norden nach Süden bis zu elf Kilometer und von Westen nach Osten bis zu sieben Kilometer. Der Kanton besteht aus elf Ortschaften (localidades), zentraler Ort ist Santa Fe mit 344 Einwohnern (2012) im Zentrum des Kantons.

## Geographie
Der Kanton Santa Fe liegt am Río Coroico eingebettet zwischen den östlichen Voranden-Ketten im Übergangsbereich zwischen dem andinen Altiplano und dem bolivianischen Tiefland. Das Klima ist ein typisches Tageszeitenklima, bei dem die mittleren Temperaturschwankungen im Tagesverlauf deutlicher ausfallen als im Jahresverlauf.
Die Jahresdurchschnittstemperatur liegt bei 25,5 °C und schwankt im Jahresverlauf nur unwesentlich zwischen 23 °C im Juni/Juli und 27 °C im November/Dezember (siehe Klimadiagramm Caranavi). Der Jahresniederschlag erreicht eine Höhe von fast 1500 mm, und bis auf eine kurze Trockenzeit im Juni/Juli ist das Klima ganzjährig feucht mit Monatsniederschlägen von über 200 mm von Dezember bis Februar.

## Bevölkerung
Die Einwohnerzahl des Kantons ist in dem Jahrzehnt zwischen den beiden letzten Volkszählungen geringfügig zurückgegangen:
| Jahr | Einwohner | Quelle           |
| ---- | --------- | ---------------- |
| 1992 | 1 106     | Volkszählung     |
| 2001 | 1 053     | Volkszählung     |
| 2012 | .         | noch keine Daten |

Aufgrund der historischen Bevölkerungsentwicklung weist die Region einen hohen Anteil an Aymara-Bevölkerung auf, im Municipio Caranavi sprechen 57,8 % der Bevölkerung die Aymara-Sprache.

## Gliederung
Der Kanton Santa Fe gliedert sich in die folgenden elf Unterkantone (vicecantones), die jeweils aus nur einer Ortschaft bestehen:
- Colonia 6 De Mayo – 5 Einwohner
- Colonia Aguas Turbias – 52 Einwohner
- Colonia General Perez – 97 Einwohner
- Colonia Loayza – 102 Einwohner
- Colonia Milluni – 23 Einwohner
- Colonia Payasismo – 34 Einwohner
- Colonia Porvenir „A“ – 170 Einwohner
- Colonia Porvenir „B“ – 162 Einwohner
- Colonia San Jorge Primero – 29 Einwohner
- Colonia Titiriwara – 44 Einwohner
- Santa Fe – 335 Einwohner